# Antoni Boratyński
Antoni Boratyński (ur. 16 kwietnia 1930 w Zofianowie-Garwolinie, zm. 7 maja 2015) – polski grafik, malarz i ilustrator.

## Życiorys
Studiował w Warszawie w Akademii Sztuk Pięknych (1950–1951) i w Budapeszcie w Węgierskim Uniwersytecie Sztuk Pięknych (1951–1956). Jako ilustrator współpracował z wieloma wydawnictwami polskimi, m.in. Naszą Księgarnią, Iskrami, Ludową Spółdzielnią Wydawniczą, Globem. Książki z jego ilustracjami ukazały się w 16 krajach. Wielokrotnie uczestniczył w ważniejszych konfrontacjach artystycznych w kraju i za granicą.
Laureat wielu nagród, m.in.: w konkursach PTWK na Najpiękniejsze Książki Roku za ilustracje do książek „Krabat” Otfrieda Preusslera wyd. Nasza Księgarnia 1977 i „Nie kończąca się historia” Michaela Endego wyd. Nasza Księgarnia 1987, nagrody Prezesa Rady Ministrów za twórczość dla dzieci i młodzieży w 1976, austriackiej nagrody roku dla najlepszego ilustratora za książkę „Der Sohn des Häuptlings” 1996. W 1978 został wpisany na międzynarodową Honorową Listę im. H.Ch. Andersena. Wziął udział w wystawie „Doktor Dolittle i inni. Polscy mistrzowie ilustracji dziecięcej”. W 2006 odznaczony Brązowym Medalem „Zasłużony Kulturze Gloria Artis”.
Pochowany na cmentarzu Powązkowskim (kwatera 257c-4-29).

## Premio Europeo di Letteratura
Boratyński jest jedną z postaci w cyklu dokumentalnym o polskich ilustratorach, odcinek z jego osobą zatytułowany jest Premio Europeo di Letteratura – Antoni Boratyński.